# 2021年美國救援方案法
2021年美国救援方案法是美国总统乔·拜登提出的一项1.9兆美元的经济刺激计划，旨在加速美国从COVID-19大流行和持续衰退的经济和健康影响中复苏。拜登计划在第117届美国国会上通过这项法案，将其作为第一批法案之一。该法案于2021年1月14日首次提出，该方案建立在唐納·川普政府2020年3月的《关怀法案》和2020年12月的《2021年综合拨款法案》中的许多措施的基础上。该法案采用国会预算调和法案的形式，因此不受参议院冗长辩论的限制。
从2021年2月2日开始，美国参议院的民主党人开始就一项预算决议展开辩论，该决议将允许他们在没有共和党人支持的情况下，通过和解进程，通过刺激计划。参议院以50票对49票通过该决议，众议院以218票对212票通过该决议。决议通过两天后，和解投票会议开始，参议院提出了救济方案的修正案。第二天，副总统兼参议院议长卡玛拉·哈里斯第一次投了打破僵局的一票，最终批准参议院启动和解进程，众议院随后以219票对209票通过。

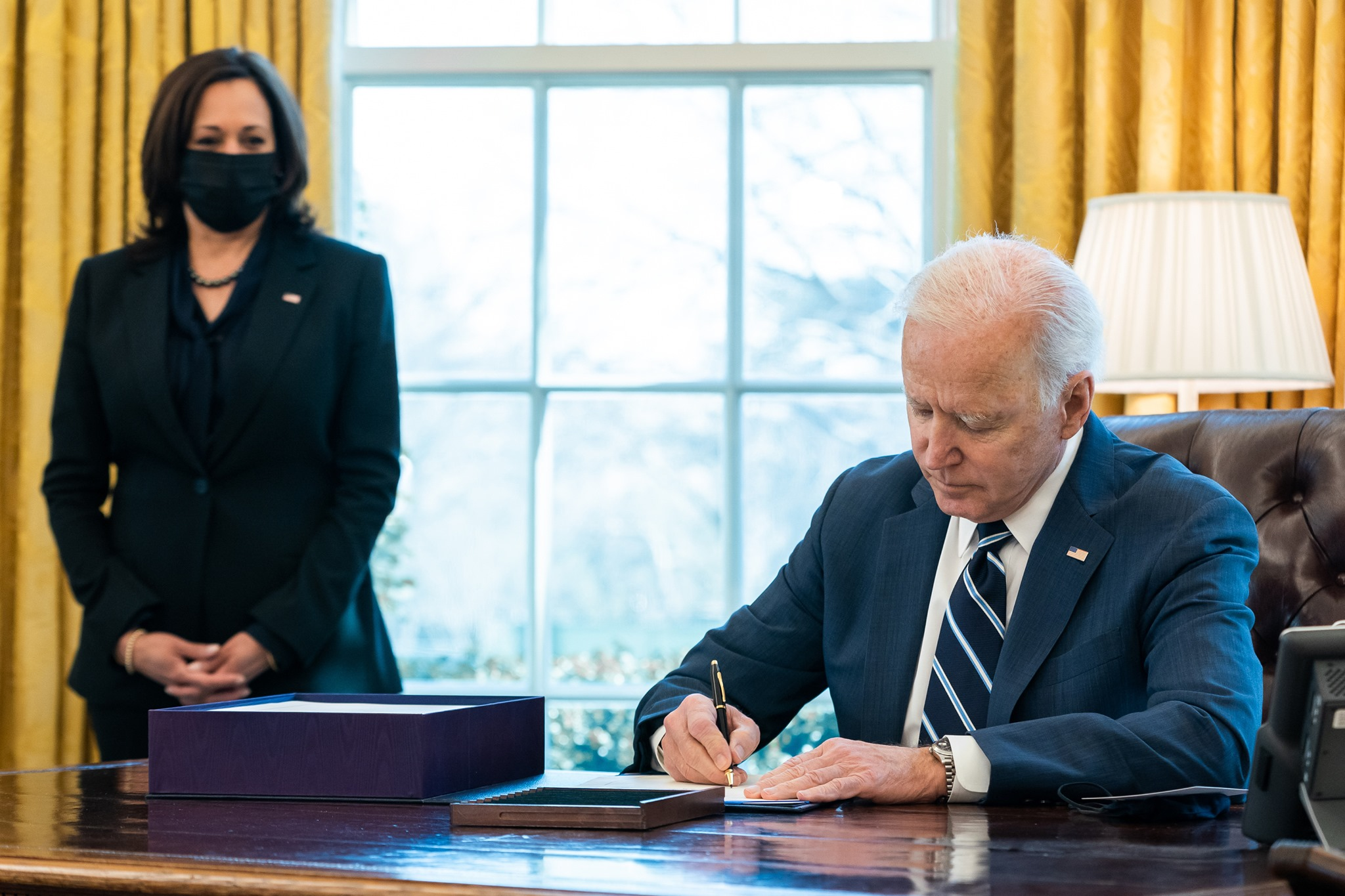
總統拜登簽署《2021年美国救援方案法》